# Sarah Freitas
Sarah Suelen Fernandes Freitas (* 23. April 1998 in Recife, Pernambuco) ist eine brasilianische Leichtathletin, die sich auf den Hochsprung spezialisiert hat.

## Sportliche Laufbahn
Erste internationale Erfahrungen sammelte Sarah Freitas im Jahr 2021, als sie bei den Südamerikameisterschaften in Guayaquil mit einer Höhe von 1,74 m den fünften Platz belegte. Im Jahr darauf siegte sie dann mit 1,79 m bei den Hallensüdamerikameisterschaften in Cochabamba. Im Mai gelangte sie bei den Ibero-Amerikanischen Meisterschaften in La Nucia mit 1,78 m auf den sechsten Platz und im Oktober gewann sie bei den Südamerikaspielen in Asunción mit derselben Höhe die Bronzemedaille hinter ihrer Landsfrau Valdiléia Martins und Glenka Antonia aus Curaçao. 2023 verpasste sie bei den World University Games in Chengdu mit 1,75 m den Finaleinzug.
In den Jahren 2020 und 2021 wurde Freitas brasilianische Meisterin im Hochsprung.

## Persönliche Bestleistungen
- Hochsprung: 1,83 m, 1. Mai 2022 in São Paulo
  - Hochsprung (Halle): 1,79 m, 20. Februar 2022 in Cochabamba